# グザル・スタジアム
グザル・スタジアム（英: G'uzor Stadium）は、ウズベキスタン・カシュカダリヤ州のグザルにある多目的スタジアムである。

## 概要
収容人数は10,417人。主にサッカーの試合に用いられ、ウズベク・リーグに所属するシュルタン・グザルがホームスタジアムとして使用している。

## 交通アクセス
ウズベキスタン鉄道のグザル駅よりタクシーで約2 - 3分。